# 1999
För andra betydelser, se 1999 (olika betydelser).
1999 (MCMXCIX) var ett normalår som började en fredag i den gregorianska kalendern.

## Händelser

### Januari
- 1 januari

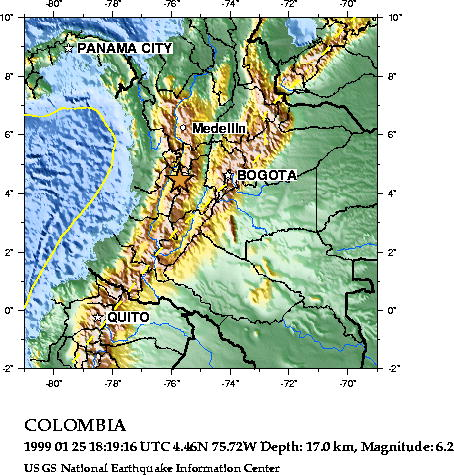
Jordbävningen i Armenia, Colombia.

  - Växelkurserna inom EMU låses som en förberedelse för övergången till euro.
  - Nykvarn bryter sig ur Södertälje kommun.
  - Polens administrativa indelning görs om och de nuvarande 16 vojvodskapen bildas.
- 4 januari – 16 personer dödas och 25 skadas då ett attentat utförs mot bedjande muslimer i en moské i Islamabad, Pakistan.
- 7 januari
  - En brand vid Hötorgets tunnelbanestation i Stockholm stoppar tunnelbanetrafiken.[1]
  - I en av de svåraste trafikolyckorna någonsin i Sverige omkommer åtta personer när två personbilar kolliderar utanför Smedjebacken i Dalarna.[2]
- 25 januari
  - Minst 1 185 personer omkommer och 4 750 skadas i en jordbävning i centrala Colombia med magnituden 6,2.[3]
  - Ericssonkoncernen beslutar att stänga sin fabrik i Norrköping. 600 anställda förlorar sina jobb.[4]
- 26 januari – Estland säger nej till bärgning av M/S Estonia[5].
- 27 januari – Lettland säger nej till bärgning av M/S Estonia[5].
- 28 januari – Amerikanska Ford köper Svenska Volvo Personvagnar AB för 50 miljarder SEK. Utvecklingsavdelningen blir kvar i Göteborg.[4]

### Februari
- 3 februari – Sverige ger dem som tvångssteriliserades enligt 1934 och 1941 års steriliseringslagar rätt till ersättning på 175 000 SEK. Beslutet berör 63 000 personer, främst kvinnor, som steriliserades åren 1935–1975[6].
- 4 februari – Raskravaller utbryter i New York, USA sedan den obeväpnade guineanske invandraren Amadou Diallo skjutits ihjäl av polisen i staten.[7]
- 10 februari – USA hotar att bomba Jugoslavien om ingen överenskommelse om Kosovo kommer till stånd[5].
- 11 februari – Den svenska regeringen beslutar att man varken ska bärga eller täcka över de omkomna eller själva vraket av M/S Estonia, och Mona Sahlin ber de anhöriga om ursäkt för politikers och myndigheternas "valhänta" hantering av frågan efter katastrofen 1994[6].
- 12 februari – USA:s senat frikänner USA:s president Bill Clinton i en riksrättsprocess där han åtalats för "mened och hindrande av rättvisan"[4].
- 15 februari – Abdullah Öcalan, den kurdiska PKK-gerillans ledare, kidnappas i Nairobi och förs till Turkiet där han döms till döden[8].
- 16 februari – I Uzbekistan utförs vad som antas vara ett mordförsök på president Islam Karimov vid regeringshögkvarteren.[9]
- 21 februari – Sanna Sillanpää skjuter ihjäl tre personer på en skytteklubb i Helsingfors, Finland.
- 23 februari
  - Krig utbryter mellan Eritrea och Etiopien[5].
  - 31 personer omkommer och 26 skadas då en lavin på 187 000 ton brakar in över den österrikiska byn Galtür.
- 25 februari
  - USA:s president Bill Clinton meddelar USA:s kongress att USA skall fortsätta anlita militär personal för att skydda amerikaner i Nairobi, Kenya medan renoveringsarbetet av USA:s ambassad pågår efter bombattentaten mot USA:s ambassader i Kenya och Tanzania den 7 augusti 1998[10].
  - Busstrafiken lamslås i Stockholm och i stort sett hela landet sedan Kommunal tagit ut 16 000 busschaufförer vid privata bolag i strejk.[1].

### Mars
- Mars
  - Sveriges riksdag antar nya kursplaner för det svenska gymnasieskolsystemet, som skall införas den 1 juli 2000.
  - Sveriges Television börjar sända digitalt och sänder nu bland annat nyheter dygnet runt.
- 3 mars – Den sista avrättningen genom gaskammare sker i USA.
- 10 mars – Busstrejken i Stockholm och landet i övrigt upphör sedan Kommunal och Bussarbetsgivarna kommit överens om löneökning på 6 % och flera pauser mellan körpassen.[1]
- 12 mars – Polen, Tjeckien och Ungern går med i Nato.
- 16 mars – Hela EU-kommissionen, ledd av Jacques Santer, avgår då en oberoende expertgrupp visat på "långtgående korruption" och "bristande ansvarskänsla" hos många kommissionärer[4].
- 17 mars – IOK utesluter vid en extrasession i Lausanne sex medlemmar för att ha tagit mutor då Salt Lake City tilldelades arrangörskapet av Olympiska vinterspelen 2002[4].
- 21 mars
  - Den 71:a Oscarsgalan hålls i Dorothy Chandler Pavilion i Kalifornien, USA.
  - De internationella fredsövervakarna lämnar Kosovo[5].
- 24 mars–10 juni – Nato flygbombar Jugoslavien.

- 25 mars
  - Georgien väljs in i Europarådet.

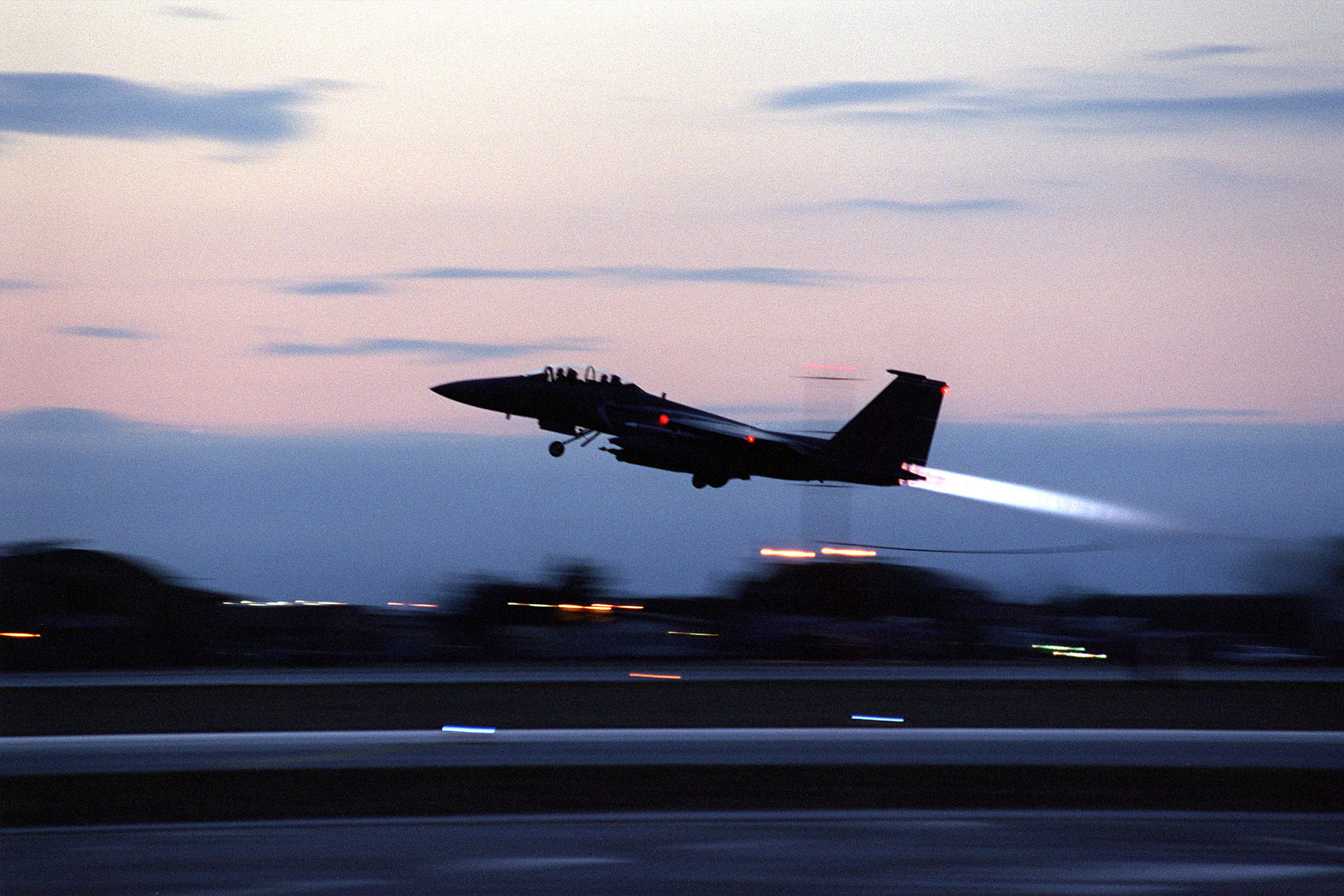
Kosovokriget

  - Ljubenić-massakrerna inleds i Kosovo och pågår till den 1 april.
- 28 mars – Massakrer mot civila genomförs i Podujevo och Izbica i Kosovo.
- 29 mars
  - Flyktingströmmen från Kosovo ökar. Cirka 500 000 personer beräknas nu vara på flykt[5].
  - 178 kända svenskar kräver på Aftonbladets debattsida ett stopp för Natos flygbombningar av Jugoslavien.

### April

Europaparlamentsvalet 1999

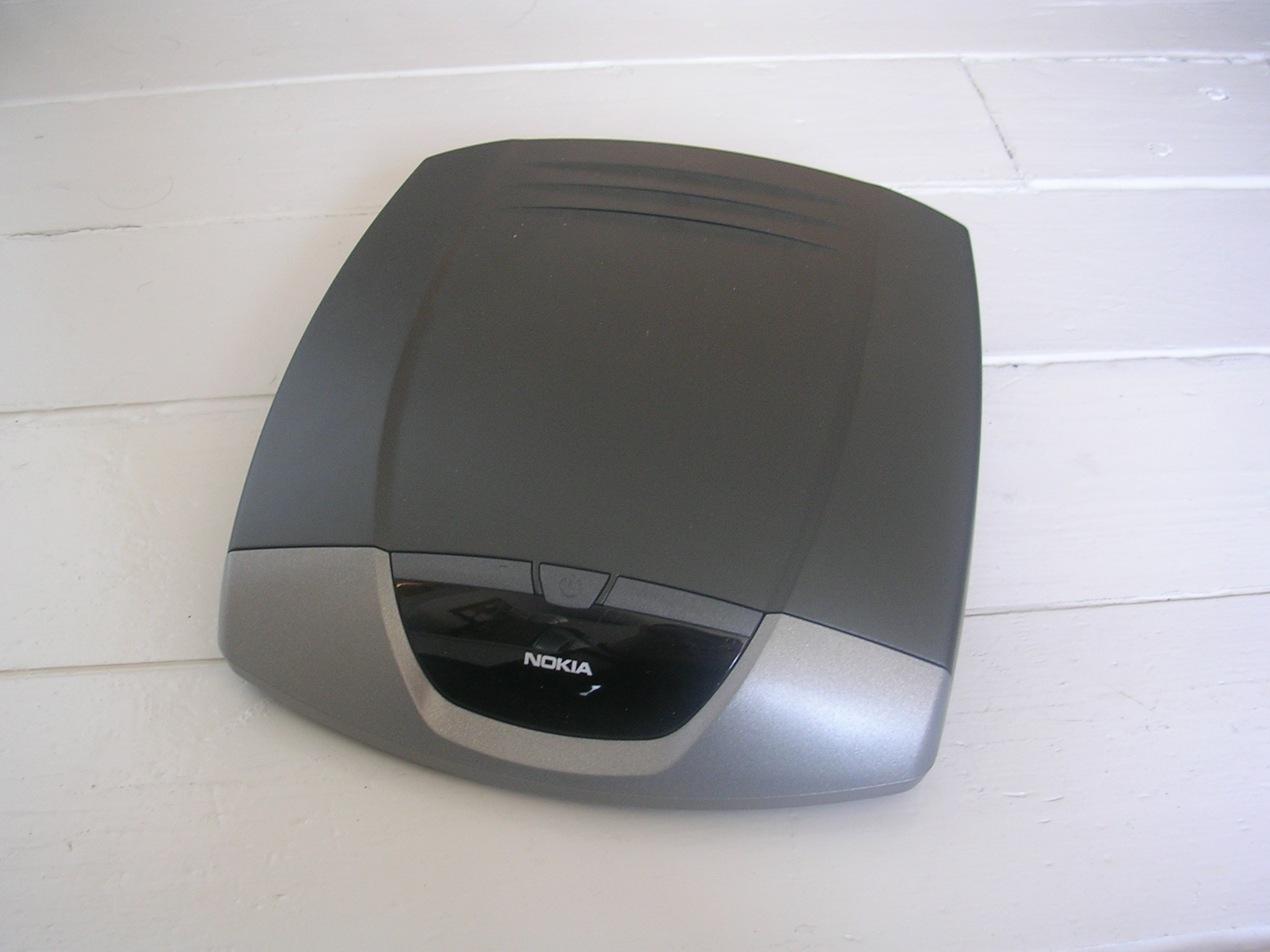
Marksänd digital-TV i Sverige

- April – Sveriges Television AB startar marksänd digital-tv i Sverige i TV-kanalerna SVT1, SVT2 och nystartade SVT24.

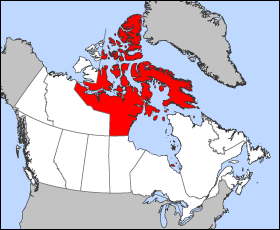
Nunavut

- 1 april – Nunavut blir Kanadas tredje territorium.[11]
- 7 april
  - USA:s president Bill Clinton meddelar USA:s kongress att USA han gett order om utökat antal amerikanska soldater till Albanien[10].
  - TV4:s tv-serie Tre Kronor avslutas.
- 11 april – Sveriges curlingdamer vinner curling-VM i USA och tar därmed sitt fjärde VM-guld - en bedrift som inget annat lag lyckats med.
- 12 april – Sveriges finansminister Erik Åsbrink avgår efter intern kritik i Sveriges regering, och efterträds av Bosse Ringholm[4], tidigare AMS-chef[6].
- 14 april – Sveriges regerings vårbudget läggs fram i Sveriges riksdag[6].
- 18 april – Brynäs IF vinner svenska mästerskapet i ishockey[1].

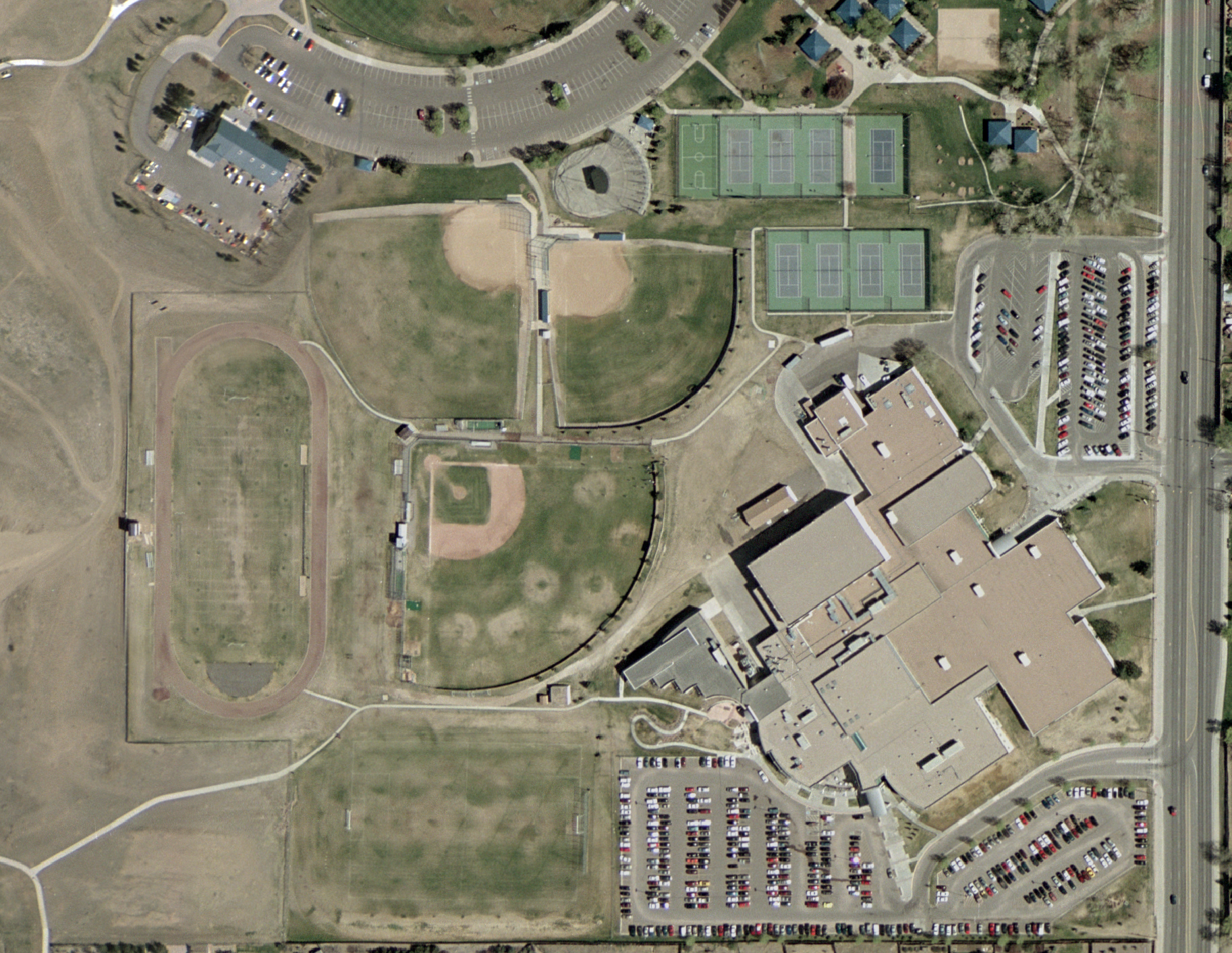
Columbinemassakern

- 20 april – Den så kallade Columbinemassakern utförs på Columbine High School i Littleton i delstaten Colorado i USA då två av skolans elever, Eric Harris (18) och Dylan Klebold (17), skjuter[8] ihjäl 12 av sina skolkamrater och en lärare samt skadar 24 människor. Dådet sker vid lunchtid då de flesta elever är samlade i skolans matsal. Därefter begår Eric Harris och Dylan Klebold självmord.
- 24 april – Anhängare till den religiösa sekten Falungong genomför en protest utanför regeringsbyggnaden Zhongnanhai i Peking, vilket leder till en omfattande förföljelse av rörelsen.
- 26 april – Svenska Vänsterpartiets Gudrun Schyman får ännu ett återfall av alkoholmissbruk, men partistyrelsen ger henne fortsatt förtroende[4].
- 27 april
  - 377 kosovoalbaner dödas under en massaker i Meja, nära Gjakove, Kosovo.
  - Abdelaziz Bouteflika tillträder som Algeriets president.
  - Allerskoncernen köper veckotidningen Året runt från Bonniers.
- 29 april – En person dödas och en skadas vid en skolskjutning på W. R. Myers High School i Alberta, Kanada.

### Maj
- Maj

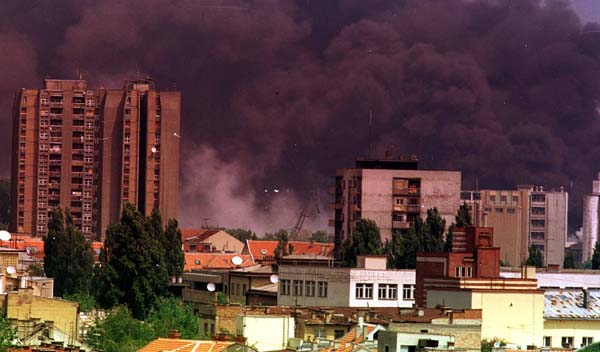
Natos flygbombningar av Jugoslavien

  - Indien angriper muslimsk gerilla i Kashmir, och striderna sprids över gränsen till Pakistan. Öppet krig mellan Indien och Pakistan hotar, medan gerillakriget fortsätter i flera månader[5].
- 1 maj
  - Europeiska unionen genomför Amsterdamfördraget.
  - Svenska staten inrättar en ombudsman mot diskriminering på grund av sexuell läggning.[12]
- 4 maj – Driften av Stockholms tunnelbana tas över av det franska företaget CGEA[1].
- 5 maj – Clark Olofsson döms till 14 års fängelse för grovt narkotikabrott i Danmark[8].
- 6 maj – Carl Bildt från Sverige utses till FN:s fredsmedlare i Kosovokriget[6].
- 7 maj – Amerikanska bombplan träffar Kinas ambassad i Belgrad under Natos bombangrepp på Jugoslavien.[5]
- 13 maj – Carlo Azeglio Ciampi vinner presidentvalet i Italien.
- 14 maj – Massakern i Cuska genomförs i Kosovo.
- 17 maj – Arbetarpartiets Ehud Barak vinner israeliska valet och sätter punkt för Likudledaren Benjamin Netanyahus treåriga styre[4].
- 26 maj – Manchester United vinner Uefa Champions League, och därmed en så kallad trippel efter att under samma säsong även vunnit Premier League och FA-cupen.
- 28 maj – Två poliser skjuts till döds i Malexander i Östergötland av tre yrkeskriminella män som rånat en bank i Kisa[4].
- 29 maj – Charlotte Nilssons låt Take Me to Your Heaven (Tusen och en natt) vinner Eurovision Song Contest för Sverige i Jerusalem[4].

### Juni
- 1 juni – Sveriges riksdag beslutar att fyra kasinon av internationell typ får öppnas i Sverige[6].
- 5 juni – Det svenska spelprogrammet Bingolotto sänds för sista gången med Leif ”Loket” Olsson som programledare. "Loket" efterträds av Lasse Kronér.
- 7 juni – Andreas Axelsson, Jackie Arklöv och Tony Olsson grips och häktas misstänkta för grovt rån, mord och mordförsök då poliserna Olov Borén och Robert Karlström mördats i Malexander[6].
- 9 juni – Nato och Jugoslavien undertecknar avtal om jugoslavisk truppreträtt ur Kosovo. Bombningarna fortsätter tills reträtten börjar[5].
- 10 juni – Nato slutar bomba Jugoslavien då Jugoslaviens president Slobodan Milošević accepterat Natos och EU:s krav för fredsuppgörelse i Kosovokonflikten[4]. Samtidigt börjar civila fly Kosovoprovinsen[5].
- 11 juni – Det svenska kyrkomötet antar en ny kyrkoordning, som bland annat sänker rösträtten vid kyrkoval till 16 år[1].
- 12 juni – USA:s president Bill Clinton meddelar till USA:s kongress att USA skall delta med cirka 700 soldater till de Nato-ledda säkerhetsstyrkorna KFOR i Kosovo[10].
- 13 juni – Vid val till EU-parlamentet är valdeltagandet rekordlågt i flera länder, till exempel Sverige[4]. Folkpartiet liberalerna skördar framgångar som anses bero på Marit Paulsen[6].
- 14 juni – Thabo Mbeki vinner presidentvalet i Sydafrika.
- 15 juni
  - De sista serbiska förbanden lämnar södra Kosovo[5].
  - Sverige blir världsmästare i handboll[1].
- 16 juni
  - Regeringsrätten i Sverige beslutar att Barsebäck I skall stängas i november 1999[1].
  - Greta Garbo gravsätts på Skogskyrkogården[1].
- 28 juni – En bilbomb detonerar i Nacka. En journalist skadas allvarligt; även hans 8-årige son skadas, om än mindre allvarligt. Nynazister som journalisten granskat utpekas.[13]
- 30 juni – Polisen i Malmö får ett samtal om ett pågående bilinbrott i Malmö hamn och en patrull åker dit. När en av polismännen öppnar dörren till en bil i hamnen exploderar en bomb våldsamt, varvid han får splitter i hela kroppen och så svåra ögonskador att han sedermera blir blind. Fem misstänkta Hells Angels-sympatisörer frias senare av både tingsrätten och hovrätten.

### Juli
- 1 juli
  - Tysklands regering flyttar tillbaka från Bonn till Berlin[5].
  - Tax-free-försäljningen i flygplan och på båtar vid resor inom EU upphör klockan 00.00, med undantag för Åland[5] och Kanarieöarna.
- 2 juli – Den svenska polisen meddelar att "allmänläkaren" och "obducenten" inte längre misstänks för mordet eller styckningen av Catrine da Costa 1984[8].
- 3 juli – Margot Wallström väljs till Sveriges EU-kommissionär[6].
- 4 juli – UÇK-gerillan i Kosovo mördar sex serber, trots begäran om skydd hos internationella övervakningsstyrkan[5].
- 5 juli – Sydkraft ämnar begära att EU-kommissionen upphäver svenska regeringsrättens beslut att Barsebäck I skall stängas tills EU-domstolen tagit ställning[1].
- 7 juli – Ett avtal mellan regering och rebeller sätter punkt för åtta års inbördeskrig i Sierra Leone[5].
- 8 juli –  1 339 passagerare måste evakueras från norska passagerarbåten MS Prinsesse Ragnhild under färd från Kiel till Oslo efter en brand i maskinrummet[5].
- 15 juli – Sven-Christer Nilsson får sparken som Ericssonkoncernens VD efter 15 månader då styrelsen menar att omstruktureringsarbetet gått för långsamt[4].
- 16 juli – Ett flygplan störtar i havet vid Martha's Vineyard, USA. Ombord finns bland andra John F. Kennedy Jr., hans hustru Carolyn och hennes syster[8] Lauren Bessette.
- 23 juli – Eileen Collins blir den första kvinnan att vara befälhavare på en rymdfärja, då Columbia lyfter.
- 29 juli – Sverige inför lag på vinterdäck mellan 1 december och 31 mars om vinterföre råder[1].
- 30 juli – Ludmila Engquist, som under våren opererats för bröstcancer, idrottar igen och vinner 100 meter häck på Stockholms stadion[8].

### Augusti

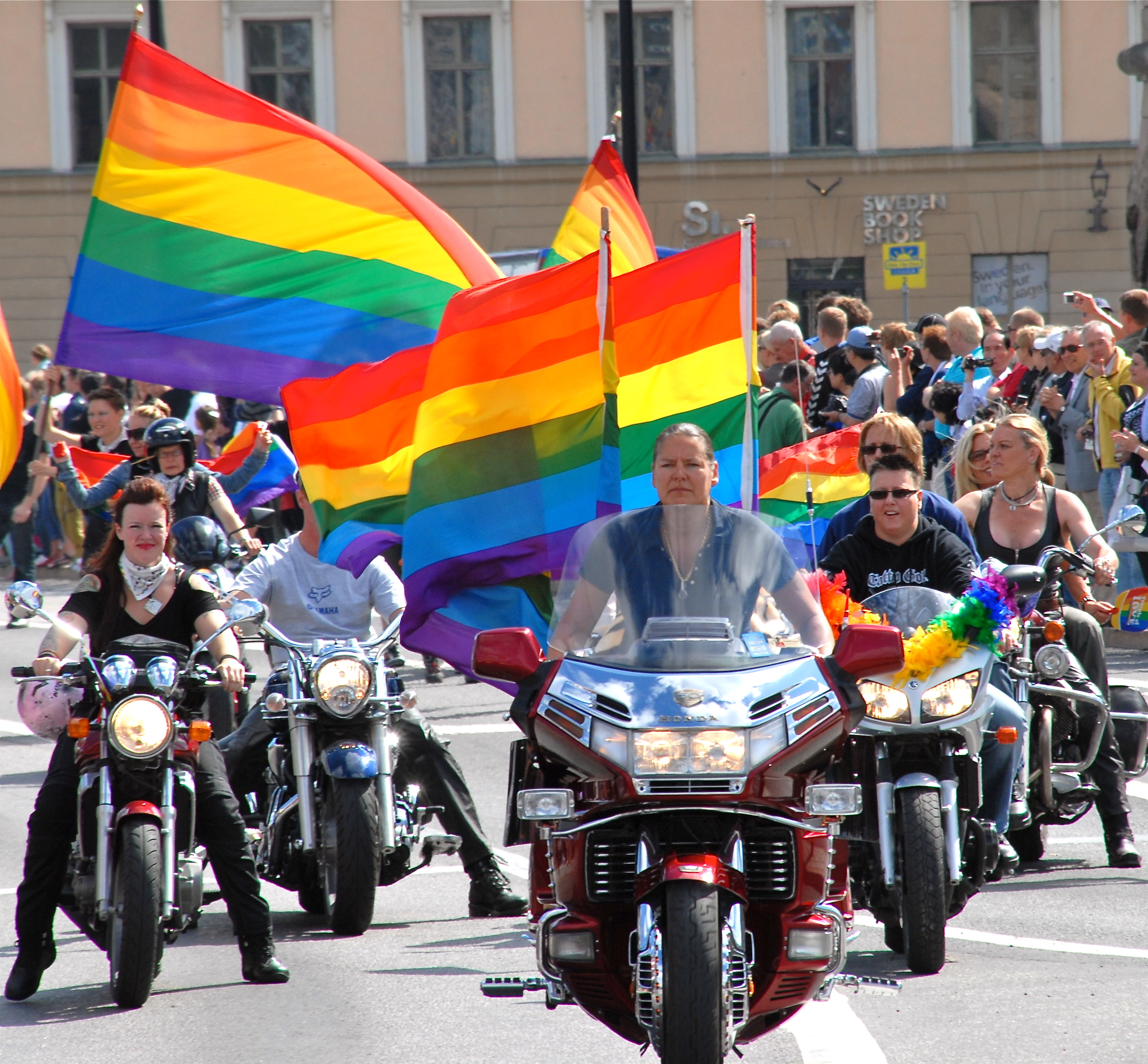
Stockholm Pride arrangeras för första gången.

Jordbävningen i İzmit.

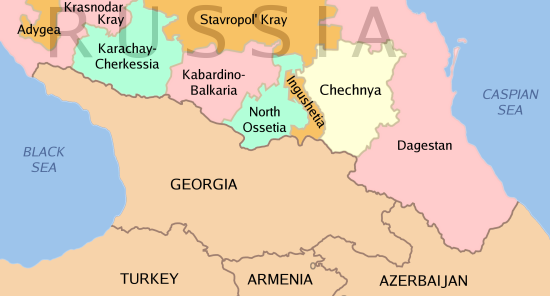
Andra Tjetjenienkriget

- Augusti – Homo-, bi- och transfestivalen Stockholm Pride arrangeras för första gången.
- 2 augusti – 500 personer befaras döda då två expresståg kolliderar i Indien[5].
- 3 augusti – Östasien drabbas av störtregn och orkanvindar som tvingar 10 000-tals personer på flykt[5].
- 4 augusti – 740 000 flyktingar har återvänt till Kosovo[5].
- 6 augusti
  - 140 000 personer är på flykt undan kriget i Afghanistan[5].
  - Carl Bildt meddelar att han avgår som partiledare för Moderaterna[6].
- 7 augusti – Terrorister från Tjetjenien intar tre byar i Dagestan, som man senare utropar som islamsk stat. Ryssland sätter in soldater mot terroristerna[5].
- 9 augusti – Vladimir Putin blir Rysslands 17:e premiärminister inom 15 månaders tid[4].
- 11 augusti – Det sker en solförmörkelse över stora delar av världen. I Sverige förmörkades 80–90% av solen.
- 14 augusti
  - Den sista brosektionen av den 16 kilometer långa Öresundsbron mellan Danmark och Sverige kommer på plats efter ett bygge som kostat nära 24 miljarder SEK[4].
  - Järnvägsprojektet Botniabanan mellan Kramfors och Umeå påbörjas.
- 16 augusti – Svenska gaskoncernen Aga säljs till tyska företaget Linde AG för 31 miljarder SEK[4].
- 17 augusti – En kraftig jordbävning i den befolkningstäta nordvästra delen av Turkiet kräver minst 17 000 människoliv[4] och gör 100 000-tals hemlösa[14].
- 21 augusti – De återuppförda vallarna vid Vadstena slott invigs.
- 26 augusti – Andra Tjetjenienkriget bryter ut.
- 28 augusti – Sveriges Ludmila Engquist tar vid världsmästerskapen i Sevilla brons på damernas 100 meter häcklöpning under en paus i sin bröstcancerbehandling[4].
- 30 augusti – Östtimor röstar för självständighet från Indonesien vilket leder till att krisen i Östtimor trappas upp.

### September

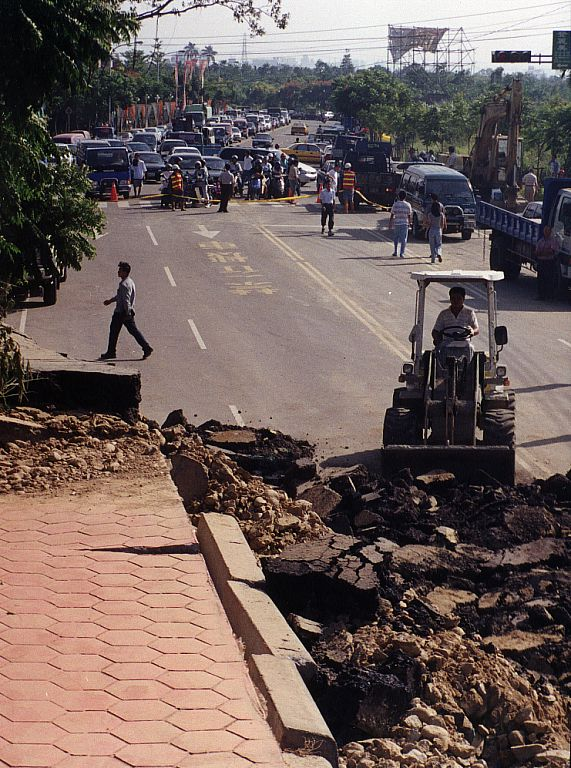
Jordbävningen i Chichi.

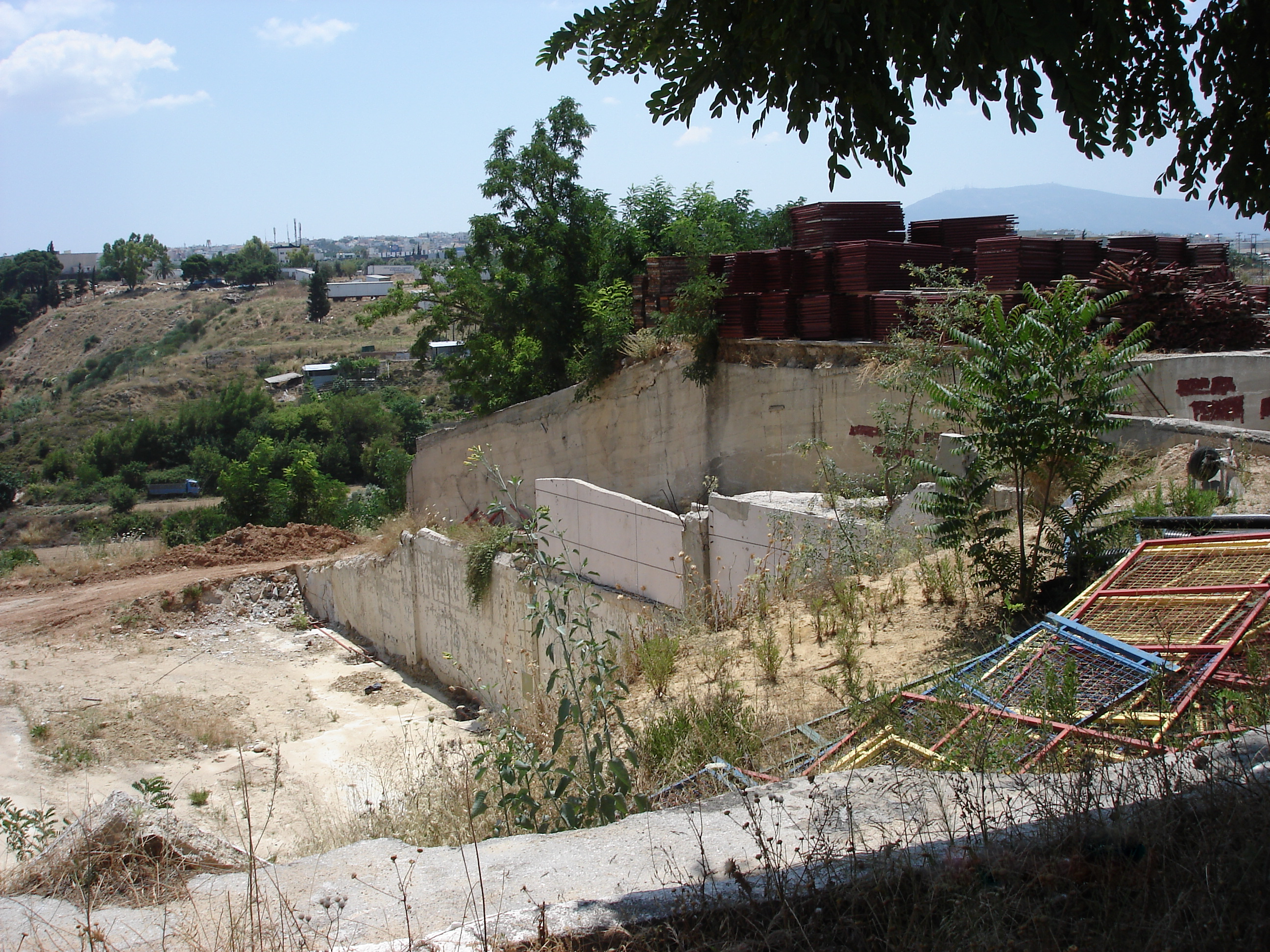
Jordbävning i Aten.

- 5 september – I Sverige väljs Bo Lundgren till Moderaternas nya partiordförande efter Carl Bildt, som lämnar svensk politik[4].
- 7 september – 120 personer dödas vid en jordbävning i Aten[14].
- 14 september – Kiribati, Nauru och Tonga går med i FN.
- 15 september
  - Den nya EU-kommissionen, ledd av Italiens f.d. premiärminister Romano Prodi och med bl.a. Margot Wallström som svensk kommissionär, godkänns av EU-parlamentet[4].
  - Sydafrika köper nio JAS-flygplan[6].
- 16 september
  - Vid en folkomröstning i Algeriet om Abdelaziz Bouteflikas fredsplan ges den en klar majoritet.
  - Den svenska Posten beslutar att vanliga postkontor skall bort inom fyra år[8].
- 21 september – Över 2 000 personer dödas vid en jordbävning i Taiwan[14].

### Oktober
- 1 oktober – Sverige avskaffar yrkeschaufförernas undantag från användande av säkerhetsbälte under färd[15].
- 4 oktober – Nordiska samfundet mot plågsamma djurförsök byter namn till Förbundet djurens rätt.
- 5 oktober – 31 personer omkommer och 523 skadas i en järnvägsolycka i London, Storbritannien.
- 7 oktober – Sju kor i närheten av Ljungskile i Bohuslän avlivas på beslut av Jordbruksverket då ägaren vägrat märka dem med EU:s registreringsbrickor[6].
- 8 oktober – USA:s president Bill Clinton meddelar att USA skall skicka soldater till Östtimor för att hjälpa FN:s multinationella styrkor att återställa freden efter krisen[10].
- 10 oktober – TV-spelföretaget SEGA lanserar sin sista spelkonsol SEGA Dreamcast.
- 12 oktober
  - Världens befolkning passerar sex miljarder.
  - Den svenske syndikalisten Björn Söderberg mördas av nynazister sedan han har avslöjat en av dem som facklig representant på sin arbetsplats i tidningen Arbetaren.
- 18 oktober – Den före detta norska kulturministern Åse Kleveland blir VD för Svenska Filminstitutet[8].
- 27 oktober – Beväpnade personer öppnar eld i Armeniens parlament och dödar åtta personer, däribland premiärminister Vazgen Sargsian.
- 31 oktober – 217 personer omkommer då ett egyptiskt passagerarflygplan störtar i Atlanten.

### November
- November–december – Södra Sverige drabbas av tre stormar som dödar en person och gör 100 000 abonnenter strömlösa. Cirka 5 miljoner kubikmeter skog fälls[14].
- 2 november – En cyklon i Indien dödar över 5 000 personer och lämnar 1,5 miljoner utan hem[14].
- 4 november – Leif "Smoke Rings" Andersson slår Sven Jerrings svenska radiorekord med sitt 1 786:e avsnitt av jazzprogrammet Smoke Rings. Tre dagar senare avlider Andersson[8] (Sven Jerring gjorde 1 785 avsnitt av Barnens brevlåda).
- 5 november – Den första officiella versionen av det populära spelutvecklarverktyget Game Maker släpps.
- 6 november – Australien säger i en folkomröstning nej till att bli republik.[16]
- 10 november – En dom i Svea hovrätt ger klartecken till att använda Polenlänken, den elkabel mellan Sverige och Polen, som ska kunna skicka elektricitet mellan länderna.
- 12 november – En jordbävning i Turkiet dödar 700 personer och skadar 5 000[14].
- 15 november – Sverige får sitt första privatägda akutsjukhus, Sankt Görans sjukhus.
- 17 november – Den nya svenska bibelöversättningen, Bibel 2000 (SOU 1999:100), överlämnas av bibelkommissionen till Sveriges kulturminister Marita Ulvskog. Arbetet började 1972 och ersätter 1917 års översättning[6].
- 19 november – EG-domstolen beslutar att Sverige inte kan förbjuda uppfödning av rasen Belgisk blå, en seger för Gunnar Nilsson som 1996 trotsade det svenska förbudet[6].
- 23 november – Sydsvenska Dagbladet inleder en artikelserie om skånsk nynazism.
- 24 november – Sveriges riksdag beslutar att sex svenska län (Norrbotten, Västerbotten, Jämtland, Västernorrland, Stockholm och Skåne) från och med år 2000 på försök skall få ha lördagsöppet på Systembolaget igen.
- 30 november
  - Aftonbladet, Dagens Nyheter, Expressen och Svenska Dagbladet går ut i en gemensam manifestation där man publicerar namn och bild på 62 ledande svenska nynazister[8] och MC-kriminella.
  - Kärnkraftsreaktorn Barsebäck 1 blir den första som stängs i Sverige, 25 år efter att reaktorn, med maximal kapacitet på 600 megawatt, sattes i drift.[6].

### December

Macau lämnas över från Portugal till Kina.

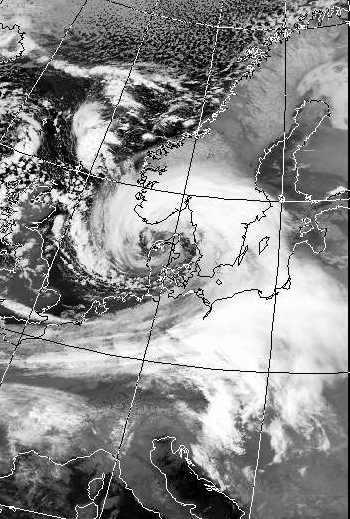
Orkanen Carola

- 1 december – Barsebäcks kärnkraftverk 1 blir första kärnkraftverk i Sverige att stängas[8].
- 2 december – Nordirlands första provinsregering med både protestanter och katoliker håller sitt första sammanträde[8].
- 3–4 december - orkanen Carola, Carolastormen drabbade södra Sverige.
- 6 december – SVT:s styrelse beslutar om ny nyhetsorganisation från år 2000, med sammanslagen nyhetsdesk för Aktuellt, Rapport, SVT24 och Sportnytt[6].
- 7 december – En 17-årig pojke skjuter ned tre andra elever och en kvinnlig lärare i en skola i Veghel söder om Amsterdam i Nederländerna. En av eleverna får livshotande skador. Skolan evakueras.
- 9 december – Åtta personer dör i en flygkrasch utanför Sundsvall[8].
- 14 december – Charles M. Schulz, serien Snobbens skapare, tillkännager att han tänker pensionera sig från serietecknandet på grund av sjukdom.
- 16 december – Sammanslagningen mellan svenska Telia och norska Telenor spricker.
- 17 december – Sveriges regering beslutar att Göteborg, Malmö, Stockholm och Sundsvall får kasinon[6].
- 20 december
  - Portugal lämnar över Macao till Kina[17].
  - Läkemedelsbolaget Pharmacia & Upjohn säljs till Monsanto.

- 31 december

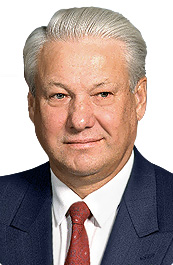
Boris Jeltsin avgår som president i Ryssland och efterträds av premiärminister Vladimir Putin.

  - Boris Jeltsin avgår som president i Ryssland och efterträds av premiärminister Vladimir Putin.
  - USA överlämnar Panamakanalzonen till Panama[18].
  - Skadliga partiklar från fyrverkeripjäser faller över millenniefirare i Stockholm. Enligt Institutet för tillämpad miljöteknik är utsläppen 20 gånger större än vid tungt trafikerade gator i rusningstid.[6]
  - 19-årige Salih Uzel mördas av nynazister i Skogås, Huddinge.

### Okänt datum
- I Storbritannien blir Malcolm Wicks biträdande minister med ansvar för livslångt lärande.
- Ozonhålet över Antarktis är rekordstort, med 40 % mindre ozon i atmosfären än 1976[5].
- Det nya svenska pensionssystemet träder i kraft[19].
- Det tyska företaget HDW köper ubåtstillverkaren Kockums.
- Det tyska företaget Linde köper AGA.
- Ericsson inleder stora personalnedskärningar till följd av bristande lönsamhet.
- Det svenska försvaret reduceras ytterligare. Uppemot hälften av de fredstida förbanden läggs ner och värnplikten omfattar endast 1/5 av de värnpliktiga.
- Högskolorna i Karlstad, Växjö och Örebro blir universitet.
- Påven utnämner den heliga Birgitta till ett av Europas skyddshelgon.
- Den utomparlamentariska rörelsen Reclaim the streets kommer till Sverige.
- Förberedelser för att datorerna skall klara övergången till ett nytt årtusende genomförs, på grund av rädslan för den så kallade millenniebuggen och mer eller mindre fantasifulla teorier om vad som kunde hända annars.
- Cittaslow, "Internationellt nätverk för det goda livet", startades i Italien och är ett internationellt nätverk mellan mindre kommuner.
- EU håller Kölnmötet.[20]
- KF lägger fram programförslag med etiska värden, som miljötänkande och rättvisemärkning[21].
- Sverige inviger sin nya ambassad i Berlin[22].
- Medeltemperaturen har ökat med en grad sedan 1900[23].

## Födda

### Januari
- 1 januari – Urho Vaakanainen, finländsk ishockeyspelare.
- 3 januari – Ryan Poehling, amerikansk ishockeyspelare.
- 4 januari – Nico Hischier, schweizisk ishockeyspelare.
- 9 januari - Aleksi Heponiemi, finsk ishockeyspelare.
- 18 januari – Rickard Hugg, svensk ishockeyspelare.

### Februari
- 16 februari – Owen Tippett, kanadensisk ishockeyspelare.
- 22 februari – Luka Dončić, slovensk basketspelare.
- 26 februari - Elvira Öberg, svensk skidskytt.

### Mars
- 9 mars – Pontus Holmberg, svensk ishockeyspelare.

### April
- 1 april – Cody Glass, kanadensisk ishockeyspelare.
- 17 april
  - Filip Westerlund, svensk ishockeyspelare.
  - Michael Rasmussen, kanadensisk ishockeyspelare.
- 22 april – Eeli Tolvanen, finländsk ishockeyspelare.
- 30 april – Timothy Liljegren, svensk ishockeyspelare.

### Maj
- 14 maj - Morgan Frost, kanadensisk ishockeyspelare.

### Juni
- 1 juni
  - Emil Bemström, svensk ishockeyspelare.
  - Kristian Vesalainen, finländsk ishockeyspelare.
- 17 juni – Henri Jokiharju, finländsk ishockeyspelare.

### Juli
- 2 juli – Robert Thomas, kanadensisk ishockeyspelare.
- 11 juli - Isabelle Haak, svensk volleybollspelare.
- 18 juli – Miro Heiskanen, finländsk ishockeyspelare.
- 20 juli
  - Alexandra av Hannover, dotter till prinsessan Caroline av Hannover och Ernst August av Hannover.
  - Pop Smoke, amerikansk rappare.

### Augusti
- 10 augusti
  - Tom Hedberg, svensk ishockeyspelare.
  - Nick Suzuki, kanadensisk ishockeyspelare.
  - Frida Karlsson, svensk längdskidåkare.
- 16 augusti - Gabriel Vilardi, kanadensisk ishockeyspelare.
- 18 augusti – Lucas Elvenes, svensk ishockeyspelare.
- 28 augusti – Prins Nikolai av Danmark (sedan 2023 greve), son till prins Joachim av Danmark och Alexandra, grevinna av Frederiksborg.

### September
- 2 september – Erik Brännström, svensk ishockeyspelare.
- 5 september - Filip Chytil, tjeckisk ishockeyspelare.
- 13 september – Alexandre Texier, fransk ishockeyspelare.
- 16 september – Brady Tkachuk, amerikansk ishockeyspelare.
- 21 september – Alexander Isak, svensk fotbollsspelare.

### Oktober
- 2 oktober - Martin Kaut, tjeckisk ishockeyspelare.
- 7 oktober – Nicolas Beaudin, kanadensisk ishockeyspelare.
- 14 oktober – Quinn Hughes, amerikansk ishockeyspelare.

### November
- 10 november - Armand Duplantis, amerikansk-svensk stavhoppare
- 17 november – Manfred Erlandsson, svensk youtubare.
- 19 november – Jevgenija Medvedeva, rysk konståkare.
- 29 november – Paulina Pancenkov, kroatisk-svensk artist.

### December
- 9 december - Linn Svahn, svensk längdskidåkare

## Avlidna

### Första kvartalet

#### Januari
- 3 januari – Elsa Burnett, 96, svensk skådespelare.
- 6 januari – Michel Petrucciani, fransk jazzpianist.
- 11 januari – Teuvo Aura, 86, finländsk politiker, Finlands statsminister 1970 och 1971–1972.
- 14 januari – Aldo van Eyck, 80, nederländsk arkitekt.
- 23 januari – Eva-Lisa Lennartsson, 88, svensk sångerska.
- 28 januari – Torgny T:son Segerstedt, 91, svensk filosof och sociolog.

#### Februari
- 5 februari – Wassily Leontief, 93, rysk-amerikansk nationalekonom, mottagare av Sveriges Riksbanks ekonomipris 1973.
- 6 februari – Gunnar Öhlund, 80, svensk skådespelare.
- 7 februari
  - Bobby Troup, 80, amerikansk skådespelare, jazzpianist och kompositör.
  - Hussein I, 63, Jordaniens kung 1951–1999.
  - Lars Molin, 56, svensk författare och regissör[4].
- 8 februari – Iris Murdoch, 79, irländsk författare.
- 10 februari – Ann-Marie Gyllenspetz, 66, svensk skådespelare.
- 12 februari – Alf Resare, 72, svensk ämbetsman.
- 14 februari – Buddy Knox, 65, amerikansk musiker.
- 15 februari
  - Big L (född Lamont Coleman), 24, amerikansk rappare.
  - Henry Way Kendall, 72, amerikansk fysiker, Nobelpristagare i fysik 1990.
- 16 februari
  - Pia Rydwall, 65, svensk skådespelare.
  - Björn Afzelius, 52, svensk sångare, gitarrist och låtskrivare.
- 18 februari – Olle Nordemar, 84, svensk filmfotograf, producent, regissör, manusförfattare och statistskådespelare.
- 22 februari – Stellan Sundahl, 52, svensk komiker.[8]
- 25 februari – Glenn T. Seaborg, 86, amerikansk kemist, Nobelpristagare i kemi 1951.

#### Mars
- 2 mars – Dusty Springfield, 59, brittisk sångerska.
- 4 mars – Åke Wästersjö, 83, svensk skådespelare.
- 6 mars – Olof Widgren, 91, svensk skådespelare.
- 7 mars – Stanley Kubrick, 70, amerikansk filmregissör.
- 8 mars – Joe DiMaggio, 84, amerikansk basebollspelare.
- 12 mars – Sir Yehudi Menuhin, 84, amerikansk-brittisk violinist.
- 13 mars – Lee Falk, 87, amerikansk serieskapare (Mandrake, Fantomen).
- 28 mars – Jens Book-Jenssen, norsk sångare.

### Andra kvartalet

#### April
- 13 april – Willi Stoph, 84, tysk politiker, Östtysklands ministerpresident 1964–1973 och 1976–1989
- 20 april – Stig Knutson, 91, svensk militär.
- 25 april
  - Roman Hruska, 94, amerikansk politiker (republikan), ledamot av USA:s senat 1954–1976.
  - Michael Morris, 3:e baron Killanin, 84, brittisk-irländsk journalist och idrottsledare, IOK:s ordförande 1972–1980.
  - Roger Troutman, 47, amerikansk musiker.
  - Martti Simojoki, 90, finländsk präst, Åbos ärkebiskop 1964–1978.
- 26 april
  - Man Mohan Adhikari, 78, nepalesisk politiker, Nepals premiärminister 1994–1995.
  - Jill Dando, 37, brittisk journalist och programledare.
- 28 april – Alf Ramsey, 79, brittisk fotbollsspelare och tränare, förbundskapten för Englands herrlandslag i fotboll 1963–1974.
- 29 april – Oscar Ljung, 89, svensk skådespelare och teaterregissör.
- 29 april – Sune Nyström, 79, svensk militär.

#### Maj
- 2 maj – Oliver Reed, 61, brittisk skådespelare.
- 8 maj – Dirk Bogarde, 78, brittisk skådespelare.
- 13 maj – Gene Sarazen, 97, amerikansk golfspelare.
- 18 maj – Augustus Pablo, 44, jamaicansk musiker.
- 19 maj – Barbro Nordin, 76, svensk skådespelare.
- 20 maj – Massimo D'Antona, 51, italiensk professor.
- 21 maj – Bugz (född Karnail Paul Pitts), 21, amerikansk rappare.
- 28 maj – Henry Carlsson, 81, svensk fotbollsspelare och tränare.

#### Juni
- 5 juni – Mel Tormé, 73, amerikansk jazzsångare, kompositör och sångförfattare.
- 6 juni – Berta Hall, 89, svensk skådespelare.
- 10 juni – Charlotte Dittmer, 79, svensk skådespelare.
- 11 juni – DeForest Kelley, 79, amerikansk skådespelare.
- 12 juni – Sergej Chlebnikov, 43, rysk (sovjetisk) skridskoåkare.
- 14 juni – Louis Klein Diamond, 97, ryskfödd amerikansk barnläkare.
- 16 juni
  - Lennart Geijer, 89, svensk politiker och jurist.
  - Screaming Lord Sutch (född David Edward Sutch), 58, brittisk musiker och politiker.
- 17 juni – Basil Hume, 76, brittisk kardinal, ärkebiskop av Westminster 1976–1999.
- 18 juni – Bob Bullock, 69, amerikansk politiker (demokrat), viceguvernör i Texas 1991–1999.
- 27 juni – Georgios Papadopoulos, 80, grekisk militär och politiker, Greklands premiärminister 1967–1973, president 1973.

### Tredje kvartalet

#### Juli
- 1 juli
  - Dennis Brown, 42, jamaicansk musiker.
  - Edward Dmytryk, 90, kanadensisk-amerikansk regissör.
  - Guy Mitchell, 72, amerikansk sångare.
  - Joshua Nkomo, 82, zimbabwisk politiker.
  - Sylvia Sidney, 88, amerikansk skådespelare.
  - Stig Westerberg, 80, svensk dirigent.
- 2 juli – Mario Puzo, 78, amerikansk författare.
- 3 juli – Mimi Nelson, 76, svensk skådespelare.
- 8 juli – Gerd Widestedt, 78, svensk skådespelare.
- 11 juli – Lasse Lindroth, 26, svensk ståuppkomiker och skådespelare.
- 14 juli – John R. Steelman, 99, amerikansk statstjänsteman, konsult och publicist.
- 16 juli – John F. Kennedy Jr., 38, amerikansk advokat och chefredaktör.
- 24 juli – Hassan II, 70, kung av Marocko 1961–1999.
- 26 juli
  - Trygve Haavelmo, 87, norsk nationalekonom, mottagare av Sveriges Riksbanks ekonomipris 1989.
  - Karin Miller, 74, svensk skådespelare.
- 31 juli – Sten Lundberg, 79, svensk ämbetsman.

#### Augusti
- 4 augusti – Victor Mature, 86, amerikansk skådespelare och producent.
- 7 augusti – Olof Sjöstrand, 80, svensk stuntman och cirkusartist.
- 11 augusti – Mimi Pollak, 96, svensk skådespelare.
- 27 augusti – Hélder Câmara, 90, brasiliansk biskop och människorättsaktivist.

#### September
- 8 september
  - Birgit Cullberg, 91, svensk koreograf.
  - Moondog (född Louis Thomas Hardin), 83, amerikansk kompositör.
- 11 september – Gonzalo Rodríguez, 28, uruguayansk racerförare.
- 12 september – Björn Söderberg, 41, svensk syndikalist.
- 13 september – Miriam Davenport, 84, amerikansk målare och skulptör.
- 14 september – Charles Crichton, 89, brittisk filmregissör.
- 17 september – Frankie Vaughan, 71, brittisk sångare.
- 20 september
  - Stellan Skantz, 71, svensk skådespelare och inspicient.
  - Raisa Gorbatjova, 67, rysk sociolog, maka till Michail Gorbatjov.
- 22 september – George C. Scott, 71, amerikansk skådespelare.
- 23 september – Allan Linder, 77, svensk skådespelare.
- 25 september – Björn Lindroth, 67, svensk regissör, manusförfattare, konstnär och sångtextförfattare.

### Fjärde kvartalet

#### Oktober
- 4 oktober – Art Farmer, 71, amerikansk jazzmusiker.
- 6 oktober – Amália Rodrigues, 79, portugisisk sångerska.
- 9 oktober – Akhtar Hameed Khan, 85, pakistansk underutvecklingsaktivist och samhällsvetare.
- 12 oktober – Wilt Chamberlain, 63, amerikansk basketspelare.
- 13 oktober – Wiola Brunius, 87, svensk skådespelare.
- 14 oktober – Julius Nyerere, 77, tanzanisk politiker, Tanzanias president 1964–1985.
- 15 oktober – Torsten Lilliecrona, 78, svensk skådespelare.
- 19 oktober – Nathalie Sarraute, 99, fransk författare.
- 20 oktober – Jack Lynch, 82, irländsk politiker, Irlands taoiseach 1966–1971 och 1977–1979.
- 21 oktober – Lars Bo, 75, dansk konstnär.
- 25 oktober – Payne Stewart, 42, amerikansk golfspelare.
- 27 oktober – Vazgen Sargsian, 40, armenisk politiker, Armeniens premiärminister 1999.
- 29 oktober – Brita Appelgren, 86, svensk balettdansös och skådespelare.
- 31 oktober – Greg Moore, 24, kanadensisk racerförare.

#### November
- 6 november – Sleim Ammar, 72, tunisisk läkare och poet.
- 7 november – Stig Woxther, 77, svensk skådespelare.
- 8 november – Birger Elmér, 91, svensk militär och ämbetsman, chef för IB 1965–1975[6].
- 11 november
  - Mary Kay Bergman, 38, amerikansk röstskådespelare.
  - Ria Wägner, 85, svensk journalist och TV-programledare.
- 17 november – Leif ”Smoke Rings” Anderson, 74, svensk journalist och radioprogramledare.
- 20 november – Amintore Fanfani, 91, italiensk politiker, Italiens premiärminister 1954, 1958–1959, 1960–1963, 1982–1983 och 1987.
- 30 november – Charlie Byrd, 74, amerikansk jazzgitarrist och kompositör.

#### December
- 3 december – Scatman John, 57, amerikansk musiker.
- 8 december – Ernst Günther, 66, svensk skådespelare.
- 10 december
  - Rick Danko, 55, amerikansk musiker (The Band).
  - Franjo Tuđman, 77, kroatisk politiker, Kroatiens president 1990–1999.
- 12 december
  - Joseph Heller, 76, amerikansk författare.
  - Claes Thelander, 83, svensk skådespelare.
- 15 december – Rune Andréasson, 74, svensk serieskapare (Bamse).
- 18 december
  - Robert Bresson, 98, fransk filmregissör och manusförfattare.
  - Sture Djerf, 79, svensk skådespelare, regissör och manusförfattare.
- 19 december – Desmond Llewelyn, 85, brittisk skådespelare.
- 22 december – Per Aabel, 97, norsk skådespelare.
- 24 december
  - Maurice Couve de Murville, 92, fransk politiker och diplomat, Frankrikes utrikesminister 1958–1968, premiärminister 1968–1969.
  - João Baptista de Oliveira Figueiredo, 81, brasiliansk militär och politiker, Brasiliens president 1979–1985.
- 26 december – Curtis Mayfield, 57, amerikansk musiker.
- 29 december – Rolf Tourd, 78, svensk skådespelare.
- 31 december – Elliot Richardson, 79, amerikansk politiker (republikan), USA:s försvarsminister och justitieminister 1973, handelsminister 1976–1977.

## Nobelpris[24]
- Fysik
  - Gerard 't Hooft, Nederländerna
  - Martinus J.G. Veltman, Nederländerna
- Kemi – Ahmed H Zewail, Egypten/USA
- Medicin – Günter Blobel, USA
- Litteratur – Günter Grass, Tyskland
- Fred – Läkare utan gränser
- Ekonomi – Robert Mundell, Kanada

### Fotnoter
1. 1 2 3 4 5 6 7 8 9 10 11  Faktakalendern 2000 – 1999 (Sverige), Semic, 1999
2. ↑  Anders Johansson. ”De miste fem barn i olyckan”. Aftonbladet. https://www.aftonbladet.se/nyheter/a/J1p8JR/de-miste-fem-barn-i-olyckan. Läst 8 augusti 2018.
3. ↑  När Var Hur 2000, DN
4. 1 2 3 4 5 6 7 8 9 10 11 12 13 14 15 16 17 18 19 20 21  20:e århundrades När Var Hur – 1999, Bernt Himmelstedt, Forum, 1999
5. 1 2 3 4 5 6 7 8 9 10 11 12 13 14 15 16 17 18 19 20 21 22  Faktakalendern 2000 – 1999 (Utlandet), Semic, 1999
6. 1 2 3 4 5 6 7 8 9 10 11 12 13 14 15 16 17 18 19  Sverige 1900-talet – 1994, NE, Bra Böcker, 2000
7. ↑  ”The Diallo Verdict: The Overview; 4 Officers in Diallo Shooting Are Acquitted of All Charges”. http://www.nytimes.com/2000/02/26/nyregion/diallo-verdict-overview-4-officers-diallo-shooting-are-acquitted-all-charges.html. The New York Times
8. 1 2 3 4 5 6 7 8 9 10 11 12 13 14  100 år med Aftonbladet – 1999, 1999
9. ↑  Cummings, Sally N. (2002). Power and change in Central Asia. sid. 130
10. 1 2 3 4  ”USA:s militära insatser i utlandet”. Arkiverad från originalet den 29 november 2005. https://web.archive.org/web/20051129052401/http://www.history.navy.mil/library/online/forces.htm. Läst 31 januari 2011.
11. ↑  ”World Statesmen (läst 3 april 2011)”. http://www.worldstatesmen.org/Canada_Provinces_A-O.html#Nunavut.
12. ↑  Sverige 1900-talet – Är du likaberättigad, lilla vän?, NE, Bra Böcker, 2000
13. ↑  Maria Crofts (29 juli 1999). ”Hela vårt liv är förstört”. Aftonbladet. http://wwwc.aftonbladet.se/nyheter/9907/29/nazi.html.
14. 1 2 3 4 5 6  Faktakalendern 2006, Semic, 2005
15. ↑  ”Helsingborgs Dagblad 24 augusti 1959 - Bilisterna tvekade - men nu fyller bilbältet 50”. Arkiverad från originalet den 14 maj 2011. https://web.archive.org/web/20110514102136/http://hd.se/motor/2009/08/24/fegremmen-fyller-50/.
16. ↑  ”World Statesmen (läst 3 april 2011)”. http://www.worldstatesmen.org/Australia.html.
17. ↑  ”World Statesmen”. http://www.worldstatesmen.org/China.html.
18. ↑  ”World Statesmen”. http://www.worldstatesmen.org/Panama.htm#Canal-Zone.
19. ↑  Sverige 1900-talet – Sweden, the Middle Way?, NE, Bra Böcker, 2000
20. ↑  Sverige 1900-talet – Sverige åter i Europa, NE, Bra Böcker, 2000
21. ↑  Sverige 1900-talet – KF en folkrörelse med ideal, NE, Bra Böcker, 2000
22. ↑  Sverige 1900-talet – Sverige mellan tyskt och amerikanskt, NE, Bra Böcker, 2000
23. ↑  Sverige 1900-talet – Varmare men från ett kallt utgångsläge, NE, Bra Böcker, 2000
24. ↑  ”Nobelpriset”. https://www.nobelprize.org/prizes/lists/all-nobel-prizes/. Läst 10 april 2011.